# Capó

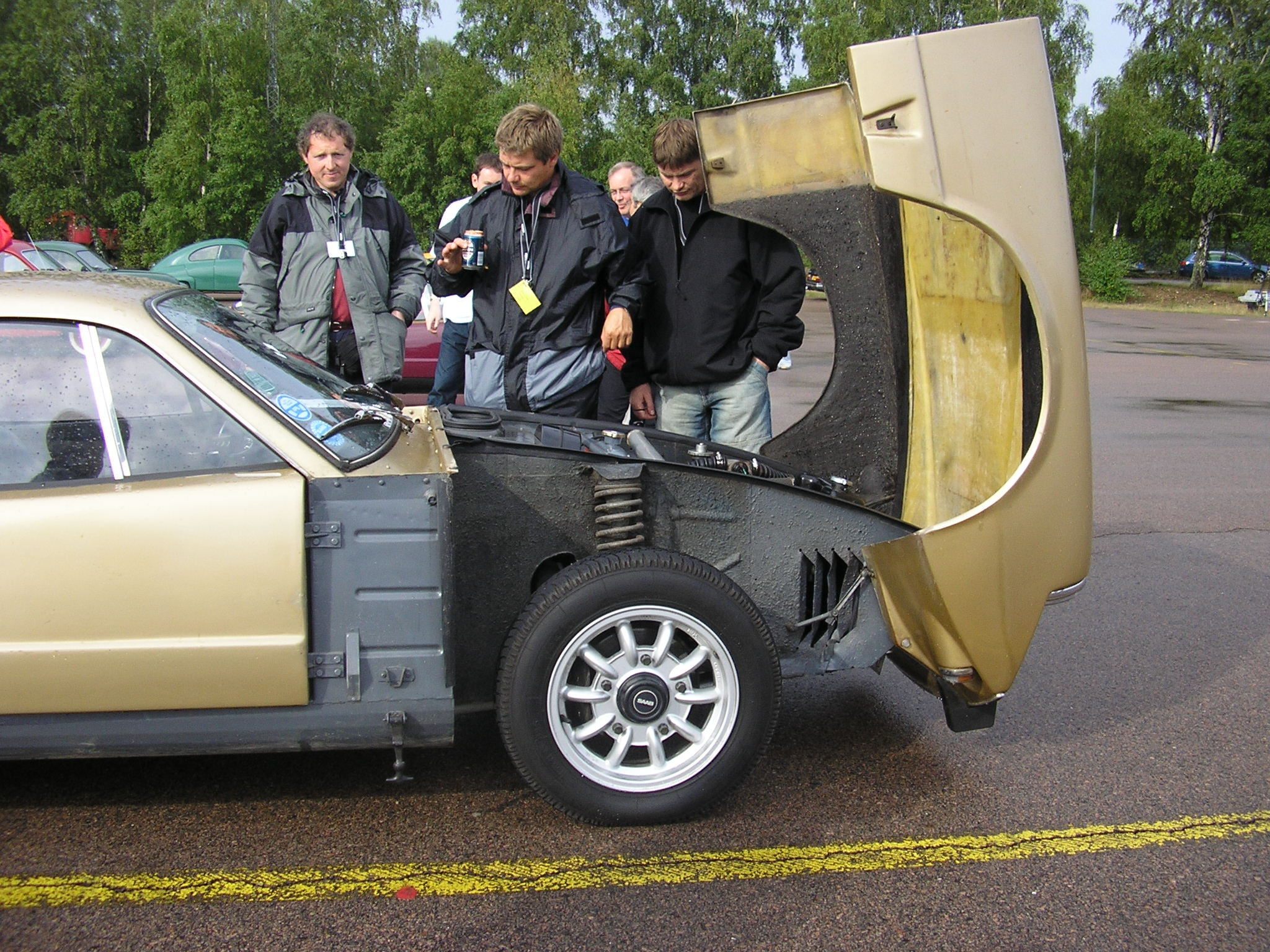
El frente basculante provee fácil acceso al compartimento del motor en un Saab Sonett II.

El capó (también capot, capota, o capote) cofre (galicismos adquiridos de las palabras francesas capot y coffre), tonó, o bonete, es la cubierta con bisagras que protege el motor de un automóvil y permite el acceso al compartimento del motor. En vehículos de pasajeros, es común que el cofre se mantenga enganchado con un seguro oculto. En vehículos de carreras, el cofre puede asegurarse con pernos.
Por lo general, suele abrirse desde la parrilla delantera hacia atrás o desde cerca del parabrisas hacia el frente (en algunos modelos). Así mismo, se puede mantener levantado por sí mismo (por medio de resortes en las bisagras) o bien sostenerse por medio de una varilla metálica.
La Fundéu reconoce la grafía capot, pero recomienda capó como preferible.

## Materiales
El cofre generalmente está hecho de acero, pero el aluminio está ganando popularidad en este ámbito. En algunos casos están hechos de fibra de vidrio o de fibra de carbono, que son más ligeros. Los rociadores del limpiaparabrisas suelen estar sobre el capó, y no en la unión entre el capó y el parabrisas (a menos que el capó se abra desde dicha unión hacia el frente).

## Seguridad en atropellos
En Japón y en Europa existe legislación reciente que busca limitar la seriedad de las heridas que sufre en la cabeza un peatón al ser impactado por un automóvil. Esto ha conducido a la creación de diseños y materiales de cofre más avanzados, en algunos casos utilizándolo como una estructura activa, separándolo de los componentes más rígidos del motor en caso de una colisión, ya sea por medio de resortes o dispositivos explosivos.

## En automóviles deportivos

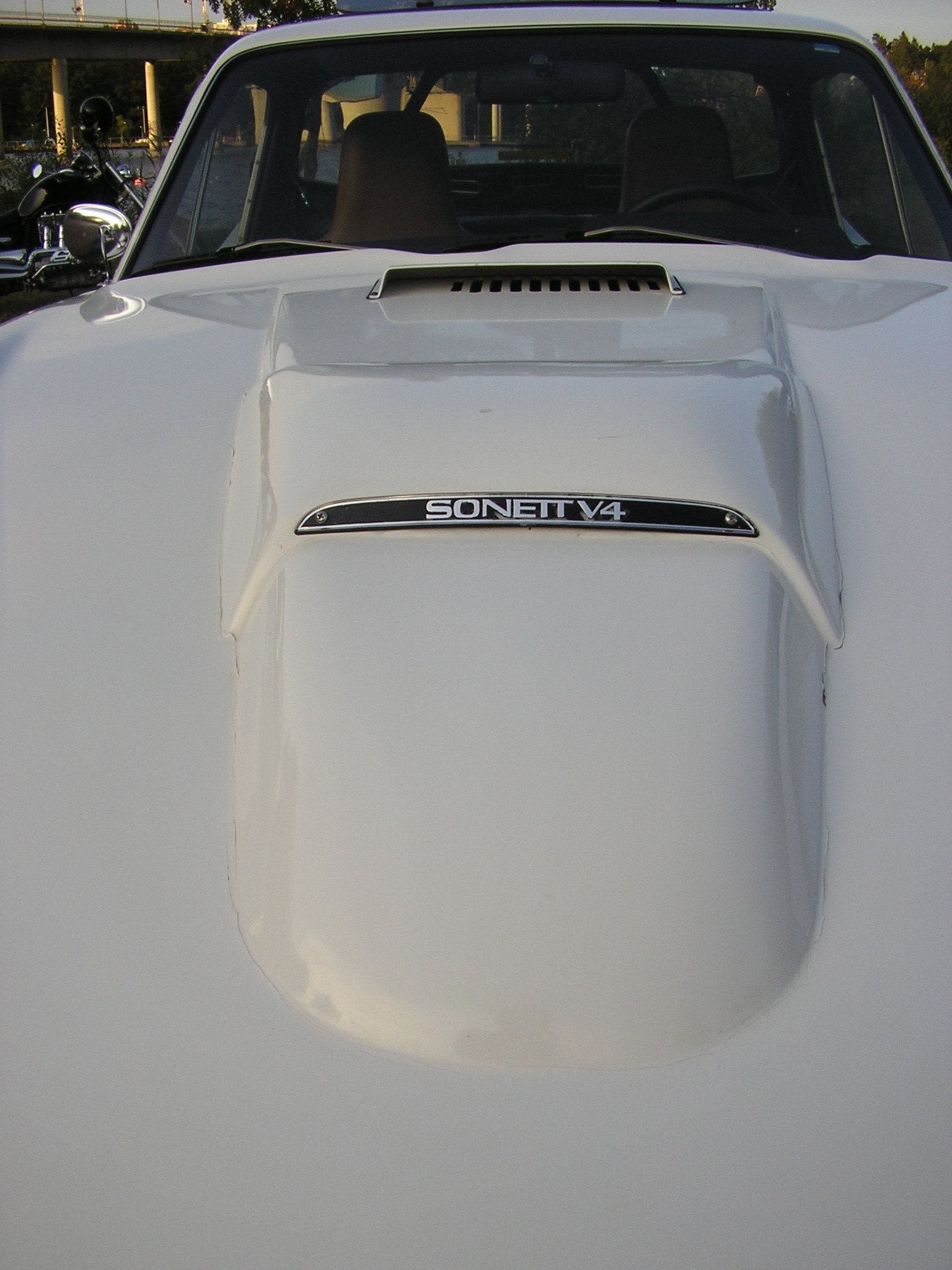
Algunos capós tienen una protuberancia para acomodar filtros o tomas de aire (Saab Sonett V4).

Los automóviles con motores potentes (en particular deportivos) pueden precisar una entrada de aire más grande que lo que permite la parrilla delantera, por lo que en algunos modelos existen aberturas en el capó. Si se instala un motor más grande de lo que permite originalmente el capó, es común que este tenga protuberancias, o que tenga una abertura y el motor sobresalga por encima.
Recientemente, en el ámbito de las carreras callejeras, se ha popularizado la costumbre de levantar la parte trasera del cofre para mejorar el enfriamiento del motor. En teoría, esto tiene un efecto mínimo, ya que el área del cofre directamente enfrente del parabrisas es una zona de presión positiva, pues el aire fluye hacia el compartimento del motor desde la parte delantera del vehículo.